# Jane Holtz Kay
Jane Holtz Kay (* 7. Juli 1938 in Boston als Jane Holtz; † 4. November 2012 ebenda) war eine US-amerikanische Stadtplanungs- und Architekturkritikerin. Neben ihrer Kolumnistentätigkeit für unter anderem The New York Times, The Boston Globe und The Nation erreichte sie vor allem durch das 1997 erschienene Buch Asphalt Nation: How the Automobile Took Over America and How We Can Take It Back Bekanntheit.

## Leben
Holtz studierte amerikanische Geschichte am Radcliffe College. Ihre Abschlussarbeit verfasste sie über Lewis Mumford, der auch für ihr weiteres Werk einen wichtigen Einfluss darstellte. Zunächst war sie als Reporterin bei der Tageszeitung The Patriot Ledger beschäftigt. Später verfasste sie Kolumnen für The Boston Globe (ebenso wie ihre jüngere Schwester Ellen Goodman) und ab 1973 für The Nation.
In ihrer ersten Monographie Lost Boston, erschienen 1980, beschäftigte sich Kay mit historischen Gebäuden in Boston, die für den Bau etwa von Straßen, Parkplätzen und Einkaufszentren abgerissen worden waren. Die Bewahrung des gebauten kulturellen Erbes war ebenfalls thematischer Schwerpunkt des Zweitwerks Preserving New England: Connecticut, Rhode Island, Massachusetts, Vermont, New Hampshire, Maine, das sie zusammen mit Pauline Chase Harrell verfasst hatte.
1991 zog Kay vom Bostoner Vorort Brookline nach Back Bay, einem innerstädtischen Viertel, und verkaufte ihr Auto. In den folgenden Jahren schrieb sie Asphalt Nation: How the Automobile Took Over America and How We Can Take It Back, das 1997 veröffentlicht wurde und ihr einflussreichstes Werk darstellt. Darin kritisierte sie die kulturelle Dominanz des Automobils in den Vereinigten Staaten und deren Auswirkungen auf die Stadt- und Raumentwicklung.

## Werke
- Jane Holtz Kay: Lost Boston. Houghton Mifflin, Boston 1980, ISBN 0-395-27609-8.
- Jane Holtz Kay, Pauline Chase Harrell: Preserving New England: Connecticut, Rhode Island, Massachusetts, Vermont, New Hampshire, Maine. Pantheon Books, New York 1986, ISBN 0-394-74395-4.
- Jane Holtz Kay: Asphalt Nation: How the Automobile Took Over America and How We Can Take It Back. Crown Publishers, New York 1997, ISBN 0-517-58702-5.